# Rio Tsuchiya
Rio Tsuchiya (jap. 土屋 李央 Tsuchiya Rio; ur. 19 sierpnia 1997 w prefekturze Kanagawa) – japońska seiyū, pracująca dla agencji Office Osawa. Znana jest między innymi z ról Mei Tōmi w Cue!, Madoki Higuchi w The Idolmaster Shiny Colors, Tanyi w Isekai One Turn Kill nee-san i Hinano Hoshikity w Pole Princess!!.

## Filmografia

### Seriale anime
2021
- SSSS.Dynazenon – Ranka[3]

2022
- Cue! – Mei Tōmi[4]
- Kunoichi Tsubaki no mune no uchi – Shakuyaku[5]

2023
- Isekai One Turn Kill nee-san – Tanya[6]
- Yamada-kun to Lv999 no koi o suru – Yukari Tsubaki[7]
- Ragna Crimson – Hazella i Greya[8]

2024
- Shikanoko Nokonoko Koshitantan – Kinu Tanukikōji[9]
- Negaposi Angler – Kozue Nishimori[10]
- Czarne chmury w moim sercu – Nico Kouda
- The Idolmaster Shiny Colors sezon 2 – Madoka Higuchi

### ONA
2023
- Pole Princess!! – Hinano Hoshikita[11]
- Gundam Build Metaverse – Seria Urutsuki[12]

### Gry wideo
2019
- Cue! – Mei Tōmi[13]

2020
- The Idolmaster Shiny Colors – Madoka Higuchi[14]

2021
- Blue Archive – Misaki Imashino[15]